# Hall, Steiermark
Hall, även benämnt Hall bei Admont, är en ort i kommunen Admont i distriktet Liezen i förbundslandet Steiermark i Österrike. Hall var tidigare en självständig kommun, men blev den 1 januari 2015 en del av kommunen Admont.